# Thomas Jaeschke
Thomas Jaeschke est un joueur américain de volley-ball né le 4 septembre 1993 à Wheaton, dans l'Illinois. Il a remporté avec l'équipe des États-Unis la médaille de bronze du tournoi masculin aux Jeux olympiques d'été de 2016 à Rio de Janeiro.

## Palmarès
- NCAA
- Champion: 2014, 2015.

- Championnat de Chine de volley-ball
- Champion: 2023.

- Coupe de Turquie
- Vainqueur: 2023.